# Kensei Ukita
Kensei Ukita (japanisch 浮田 健誠 Ukita Kensei; * 12. Juni 1997) ist ein japanischer Fußballspieler.

## Karriere
Kensei Ukita erlernte das Fußballspielen in der Jugendmannschaft des Erstligisten Kashiwa Reysol sowie in der Universitätsmannschaft der Juntendo-Universität. Als Jugendspieler spielt er einmal mit Kashiwa Reysol in der AFC Champions League. Hier kam er am 6. Mai 2015 im Spiel gegen den vietnamesischen Verein Becamex Bình Dương zum Einsatz. In der 85. Minute wurde er für Kōki Ōshima eingewechselt. Seinen ersten Profivertrag unterschrieb er 2020 bei Renofa Yamaguchi FC. Der Verein aus Yamaguchi spielte in der zweiten japanischen Liga, der J2 League. Sein Zweitligadebüt gab er am 27. Juni 2020 im Auswärtsspiel gegen Fagiano Okayama. Hier wurde er in der 65. Minute für Kazuma Takai eingewechselt. Nach insgesamt 52 Zweitligaspielen wechselte er im Januar 2022 zum Drittligisten SC Sagamihara. Für den Verein aus Sagamihara bestritt er 27 Drittligaspiele. Zu Beginn der Saison 2023 unterschrieb er in Gifu einen Vertrag beim ebenfalls in der dritten Liga spielenden FC Gifu.